# Олімпік (Тетевен)
«Олімпік» (болг. ФК Олимпик) — болгарський футбольний клуб з міста Тетевен. Вважається наступником ФК «Олімпік» з села Галата, який у сезоні 1997/98 виступав у вищому дивізіоні країни.
Грає свої домашні матчі на стадіоні «Георгі Бенковський», який вміщує 8 000 глядачів. Основні кольори клубу — жовтий, синій та білий.

## Історія

### «Олімпік» (Галата)
Футбольна команди із села Галата виступала у регіональних групах, поки у 1993 році в керівництво команди не увійшли приватні бізнесмени Страхіл Дімчев та Станіслав Танев Після цього у сезоні 1993/94 «Олімпік» (Галата) фінішував 1-м у Регіональній групі Ловеч та здобув право брати участь у Північно-рахідній групі В, третьому дивізіоні країни.
Влітку 1994 року головним тренером був призначений Фераріо Спасов. Дімчев і Танев влили серйозні кошти в команду, було придбано декілька досвідчених гравців, серед яких Юліян Манев та воротар Димитар Топалов з метою вийти до другого дивізіону та отримати професіональний статус. Під час сезону 1994/95 команда тріумфально виграла групу В та вийшла до Групи Б. Фераріо Спасов залишився наставником команди і у дебютному сезоні команди у другому дивізіоні. Також у команді з'явились нові досвідчені виконавці — Еміл Цанев, Андріян Гайдарський та ряд інших гравців. У дебютному сезоні 1995/96 років «Олімпік» посів 7 місце у Групі Б.
Влітку 1996 року Фераріо Спасов покинув команду, щоб очолити «Литекс» (Ловеч). Натомість колишній захисник «Левскі» Пламен Николов був призначений новим старшим тренером «Олімпіка». При цьому клуб з Галати став сателітом «Литекса» — дві команди разом у сезоні 1996/97 одночасно виграли підвищення до еліти — «Литекс» фінішував 1-м у Групі Б, а Олімпік був другим у фінальному заліку. Але саме «Олімпік» увійшов в історію болгарського футболу, як перший клуб з села, який отримав право зіграти у Групі А.

#### 1997/98— сезон у Групі А
Оскільки стадіон у селі Галата не міг отримати ліцензію на проведення матчів у Групі А, влітку 1997 року керівництво «Олімпіка» відремонтувало стадіон «Георгій Бенковський» у Тетевені, який був центром общини, після чого команда переїхала і почала там грати свої домашні ігри в елітному дивізіоні. Так в еліті за клуб зіграли ветерани Запрян Раков та Марин Бакалов, з «Литекса» прибули нападник Христо Терзієв, півзахисник Івайло Петев та захисник Живко Желев. З'явились у колективі також 18-річний Христо Янев та  більш досвідчений Іван Гемеджиєв. Серед інших гравців були, Димитар Ралчев, Господин Мірчев, Мілчо Сирмов, Іван Рачев, Цветомир Пирванов, Йонко Пейков, Стеліян Попчев, Койчо Іванов та воротар Івайло Петров.
У другому турі «Олімпік» сенсаційно переміг вдома з рахунком 3:1 віце-чемпіона попереднього сезону клуб «Нефтохімік» (Бургас) . У 4-му турі на стадіоні в Тетевені «олімпійці» обіграли 2:1 столичний «Левскі» перед 15 000 глядачами. До кінця першої половини сезону «Олімпік» також обіграв «Добруджу», «Міньор» та «Локомотив» (Пловдив) і перед початком весняної частини півсезону ділив 10-12 місце у турнірній таблиці, маючи рівну кількість очок «Добруджею» та «Локомотивом» (Пловдив).
У другій половині сезону «Олімпік» переміг на своєму стадіоні «Металург» (Перник), «Левскі» (Кюстендил), «Локомотив» (Софія), «Спартак» (Плевен), «Етир» і «Спартак» (Варна), а також заробив одне очко в грі з ЦСКА (0:0). Протягом усього сезону клуб програв лише три домашні матчі — проти «Литекса», «Славії» та «Ботева» (Пловдив). Однак в гостьових матчах клуб здобув лише один бал, який був здобутий в грі з «Етиром» (Велико-Тирново). В результаті в останньому 30 туру команда поїхала в гості до «Локомотива» (Пловдив), де в особистій зустрічі мало визначитись яка команда збереже прописку в еліті. «Олімпік» потребував перемоги, щоб забезпечити місце в еліті за рахунок суперника. За кілька днів перед матчем керівництво вирішило посилити команду, заявивши на матч кількох ветеранів, таких як Васил Тинчев та Георгій Ташев. Однак це не допомогло, команда програла 0:1 та вилетіла з вищого дивізіону.
У сезоні 1998/99 «Олімпік» (Тетевен) фінішував третім у групі Б і вдруге в своїй історії вийшов в елітний дивізіон.

### «Олімпік-Берое»
Однак зіграти команді ще раз у Групі А не судилось, оскільки влітку 1999 року керівництво клубу вирішило переїхати до Старої Загори і об'єднатись з місцевим клубом «Берое» (що грав у Групі В) під назвою «Олімпік-Берое». Клуб був зареєстрований в Тетевені і зайняв його місце в елітному дивізіоні, але грав свої домашні матчі на стадіоні «Берое». Після закінчення сезону 1999/00 клуб остаточно змінив реєстрацію на Стару Загору і повернув стару назву «Берое».

### «Олімпік» (Тетевен)
У той же час у Тетевені була зареєстрована нова команда під назвою «Олімпік», яка почала брати участь у Північно-західній групі В, третьому дивізіоні країни.
У 2002 році «Олімпік» закінчив сезон на першому місці та вийшов до Групи Б. Там у дебютному сезоні команда посіла 10-е місце в другому дивізіоні і зберегла прописку в професіональній лізі, але перед початком сезону 2003/04 відмовилися від участі в чемпіонаті.
З 2005 року «Олімпік» грав у обласній лізі А ОФГ-Ловеч, четвертому дивізіоні країни.

## Відомі футболісти
- Христо Терзієв
- Методі Томанов
- Юліян Манев
- Еміл Цанев
- Андріян Гайдарський
- Станіслав Танев
- Іван Гемеджиєв
- Велко Йотов
- Ваньо Шишков
- Стефан Василев
- Живко Желев
- Іван Тончев
- Любомир Божанков
- Запрян Раков
- Димитар Балабанов
- Димитар Топалов
- Марин Бакалов
- Филип Колев
- Атанас Борносузов
- Данаїл Митев
- Спас Урумов
- Васил Кузманов
- Стоян Желев
- Волен Парашкевов
- Владислав Василев
- Христо Янев
- Іван Русев
- Тодор Тодоров